# Танци, Калисто
Калисто Танци (итал. Calisto Tanzi; 17 ноября 1938, Коллеккьо, Эмилия-Романья — 1 января 2022, Парма, Эмилия-Романья) — итальянский бизнесмен, осужденный за мошенничество. В 1961 году основал компанию Parmalat после того, как бросил колледж. В 2003 году компания Parmalat обанкротилась с долгом в 14 миллиардов евро на своих счетах, что стало крупнейшим банкротством в истории Европы. В 2008 году было обнаружено, что он присвоил около 800 миллионов евро у компании и был заключен в тюрьму за мошенничество. Несмотря на то, что Калисто Танци был приговорен к 18 годам тюремного заключения, он отсидел в тюрьме немногим более двух лет, а затем был помещен под домашний арест

## Судебное преследование

### Мошенничество в Parmalat
В декабре 2008 года был осужден миланским судом и приговорен к 10 годам тюремного заключения за мошенничество. Он обжаловал приговор, но в мае 2010 года апелляционный суд оставил его в силе. Верховный кассационный суд Италии сократил срок до восьми лет и одного месяца, после чего он 5 мая 2011 года был заключен в тюрьму.

### Банкротство Parmalat
9 декабря 2010 года суд в Парме признал его виновным в мошенничестве с банкротством предприятия и преступном сговоре и приговорил его к 18 годам тюремного заключения. Калисто Танци обжаловал приговор, и в декабре 2011 года в Болонье начался апелляционный процесс.

### Банкротство Parmatour
20 декабря 2011 года был приговорен ещё к девяти годам и двум месяцам за банкротство компании Parmatour.

### Банкротство футбольного клуба «Парма»
Был оштрафован на 10 000 евро и шестимесячный запрет на участие в футболе за ложный отчет о финансовой деятельности футбольного клуба «Парма» в сезоне 2002/03.

## Конфискация произведений искусства
В 2001 году, по данным Forbes, являлся миллиардером с состоянием около 1,3 миллиарда долларов США.
В декабре 2009 года итальянские власти объявили об изъятии девятнадцати произведений искусства, принадлежащих Калисто Танци, которые были спрятаны в домах его друзей. Произведения искусства оценивались на сумму более чем в 100 миллионов евро и включали картины художников Пабло Пикассо, Клод Моне и Винсента Ван Гога. Калисто Танци отрицал наличие каких-либо спрятанных произведений искусства. Прокурор Пармы Херардо Лагуардиа заявил, что чиновники быстро конфисковали картины, обнаружив, что они были выставлены на продажу. Власти заявили, что Стефано Стрини, зять Танци, находится под следствием за то, что якобы имел дело с произведением искусства. 29 октября 2019 года коллекция произведений искусства Калисто Танци была продана с аукциона в Милане. «Вновь открытые сокровища: импрессионисты и современные шедевры из частной коллекции» включали работы таких художников, как: Джакомо Балла, Поль Гоген, Поль Сезанн, Василий Кандинский, Анри Матисс, Амедео Модильяни и Винсент Ван Гог.

## Награды
В 1984 году стал кавалером ордена Трудовых заслуг и кавалером ордена «За заслуги перед Итальянской Республикой» в 1999 году. Однако, он был лишён обеих наград по причине утраты доверия, после дела банкротства Parmalat, ещё до вынесения окончательного приговора о банкротстве, президентом Италии Джорджо Наполитано.

## Смерть
Умер от пневмонии в больнице Пармы 1 января 2022 года в возрасте 83 лет.